# 대남문
대남문(大南門)은 북한산성의 성문으로, 초기의 이름은 소남문(小南門)이었다. 규모는 조선 시대 단위로 높이 11척, 너비 11척이다. 현재의 문루는 복원된 것이다.